# Pauditshokka
Pauditshokka är en kulle i Finland.   Den ligger i den ekonomiska regionen Norra Lappland och landskapet Lappland, i den norra delen av landet, 1 000 km norr om huvudstaden Helsingfors. Toppen på Pauditshokka är 280 meter över havet.
Terrängen runt Pauditshokka är huvudsakligen platt.  Trakten runt Pauditshokka är nära nog obefolkad, med mindre än två invånare per kvadratkilometer. Det finns inga samhällen i närheten. Omgivningarna runt Pauditshokka är i huvudsak ett öppet busklandskap.